# Winston-Salem Cycling Classic
A Winston-Salem Cycling Classic são duas competições de ciclismo profissionais estadounidenses, masculina e feminina, que se disputam em Winston-Salem e seus arredores (Carolina do Norte). Faz parte de um festival de 3 dias, que começa a uma sexta-feira, onde se disputam outras atividades lúdicas relacionadas com o ciclismo e corridas de exibição, se disputando estas duas corridas profissionais no última dia de dito festival (domingo).
Desde sua criação em 2014 faz parte do UCI America Tour, dentro da categoria 1.2 e desde 2017 passou a ser uma corrida de categoria 1.1. Assim mesmo, desde sua criação, faz parte do USA Cycling National Racing Calendar.

## Palmarés
| Ano  | Vencedor        | Segundo        | Terceiro        |
| ---- | --------------- | -------------- | --------------- |
| 2014 | Travis McCabe   | Joseph Lewis   | Zachary Bell    |
| 2015 | Toms Skujiņš    | Jure Kocjan    | Joseph Lewis    |
| 2016 | Ryan Roth       | Eric Marcotte  | Evan Huffman    |
| 2017 | Robin Carpenter | Ryan Roth      | Bruno Langlois  |
| 2018 | Sam Bassetti    | Colin Joyce    | Fabian Lienhard |
| 2019 | Ulises Castillo | George Simpson | Luis Villalobos |

## Palmarés por países
| País           | Vitórias |
| -------------- | -------- |
| Estados Unidos | 3        |
| Letônia        | 1        |
| Canadá         | 1        |
| México         | 1        |